# Turma do Pelezinho
Pelezinho é um personagem de histórias em quadrinhos criado por Mauricio de Sousa baseado no astro do futebol Pelé em sua infância. O personagem surgiu em 1976 das conversas entre Mauricio e Pelé em criar um personagem para promover melhor o jogador que na época acabava de ser um fenômeno da seleção brasileira. Os personagens foram sugeridos pelo próprio Pelé, a partir de lembranças de infância.
As suas revistas foram publicadas de agosto de 1977 até dezembro de 1986 totalizado 66 revistas lançadas, sendo que depois disso o personagem não foi mais usado por um longo tempo, a não ser em alguns especiais. Em compensação além dele vários outros astros do futebol também já foram criados por Mauricio, assim como Pelezinho também versões infantis tais como Dieguito, Ronaldo Fenômeno, Ronaldinho Gaúcho e Neymar. Somente em junho de 2012 é que o personagem voltou a ser usado com a republicação de suas antigas revistas.

## Histórico de publicação
Nos anos 1970, após muitas negociações difíceis entre Mauricio de Sousa e Pelé, finalmente o houve um entendimento. A ideia do criador da Turma da Mônica era que o personagem fosse uma criança, ao contrário do desejo de Pelé, que imaginava uma versão adulta. Prevaleceram os argumentos de Mauricio de Sousa, que incluíam a afirmação de que a continuidade da marca do Rei estaria garantida se envolvesse o público infantil. Assim, em outubro de 1976, ele foi lançado primeiro através de tiras de jornal. Mais tarde a partir de agosto de 1977 é que foi lançada a sua revista, além de seus almanaques pela Editora Abril juntamente com as revistas da Turma da Mônica. A partir daí, o sucesso não se limitou aos gibis publicados no Brasil e em outros países, pois Pelezinho virou boneco e estampou as embalagens dos mais variados produtos, desde alimentos a materiais esportivos, até diversos tipos de brinquedos.
O número 58, lançado em maio de 1982, foi a última revista do Pelezinho. Mesmo assim os almanaques com republicações das melhores histórias e tiras continuaram até dezembro de 1986. Foram oito números, além de duas edições especiais que comemoravam a chegada da segunda Copa do Mundo do México naquele ano.
A partir de janeiro de 1987 todas as revistas em quadrinhos de Mauricio de Sousa passaram a ser publicadas pela Editora Globo, menos a de Pelezinho, que teve sua publicação encerrada. Entretanto foi publicado pela Editora Almanaque e uma edição especial em homenagem aos 50 anos de Pelé. No ano seguinte Pelezinho e sua turma ganharam outro almanaque com seleção de historias antigas, que não passou da edição de estreia.
Em 1990 o personagem reapareceu três vezes. Primeiro, na edição 7 da série de tiras As Melhores Piadas no formato pocket (em que cada número era protagonizado por um personagem da Turma da Mônica). Depois no gibi Copa 90 só com histórias inéditas (em uma das quais aconteceu um crossover entre Pelezinho e Pelé). Por fim em Pelezinho Especial – 50 anos de Pelé, uma edição em tamanho gigante e com mais de 200 páginas.
Em 1996, foi lançada uma série animada espanhola, coproduzida pelo canal Antena 3, Anima Dream, Worldwide Cartoons, apesar dos personagens dos quadrinhos, não é uma adaptação da mesma.
Em junho de 2012, Mauricio de Sousa confirmou a volta da publicação da Turma do Pelezinho pela Panini Comics e anunciou que planeja fazer um projeto na mesma linha com Neymar. Em 2013, a revista de Neymar é lançada, logo em seguida, a Maurício de Sousa Produções resolveu alterar o visual do Pelezinho, retirando as características "blackface". Já em 2014, por conta da Copa do Mundo FIFA, realizada no Brasil, foram lançadas as séries de curta-metragens de animação "Pelezinho em: Planeta Futebol", passando normalmente durante os comerciais do Discovery KidsRonaldinho Gaucho's Team, produzida pelo estúdio italiano GIG Italy Entertainment e exibida pelo canal Gloob e Neymar Jr. pela Nickelodeon.

## Personagens
- Pelezinho - Pelé, consagrado com "rei do futebol", quando criança. É o capitão e melhor jogador do time;
- Zagallo - Ex-jogador e amigo de Pelé, é considerado como técnico e mentor da turma.
- Cana Braba - Amigo boca-suja e enfezado de Pelezinho. Seu maior problema era suas pernas tortas. Dizem as más línguas [quem?] que é uma homenagem não oficial ao Garrincha.
- Frangão - Amigo de Pelezinho, goleiro nos jogos, raramente pegava uma bola. Seu nome de verdade era Alfredo ;
- Bonga - Menina namoradeira da turma. Normalmente aparece tentando seduzir os meninos com beijos e mostra se importar em receber atenção;
- Samira - Menina descendente de turcos, que fazia quibes que todos detestavam. É a melhor amiga da Bonga;
- Neuzinha - Filha de japoneses, namorada do Pelezinho. Seu pai é uma tremenda fera e não quer saber da filha namorando Pelezinho, excetuando raras ocasiões;
- Rex - Cão do Pelezinho, diferente de outros cães, Rex nunca falava, mesmo em suas próprias histórias;
- Teófilo - Atlético e calmo, outro amigo do Pelezinho. Às vezes, foi mostrado como namorado de Samira;
- Seu Dondinho - Pai do Pelezinho que também já foi jogador de futebol;
- Jão Balão - O maior rival de Pelezinho, dentro e fora dos campos. Bolando planos bem ao estilo Cebolinha, sempre se dava mal no fim das histórias;
- Zé - Amigo atrapalhado de Jão Balão e capanga para os planos dele.
- Zé Gordão - Um garoto gordo amigo do Pelezinho e sua turma, faz umas poucas aparições.

## Curiosidades
- Existe outro personagem baseado no Pelé chamado Dico que é mascote do site infantil PeléKids, que também é uma criança porém muito diferente do próprio Pelezinho. .
- Pelezinho e sua turma jamais tiveram qualquer relação com outros personagens de Mauricio de Sousa, como aparecer nas histórias deles e vice-versa. Somente em algumas ocasiões alguns secundários faziam cameos nas revistas da Turma, mas nada mais do que isso.[3]